# 성승헌
성승헌(1978년 2월 21일~)은 대한민국의 방송인이다.

## 개요
홍익대학교 경영학과를 졸업하고 미국 유학 중 연출에 꽂혀 대한민국에 돌아와 아리랑 TV 조연출을 맡았다. 연출일을 경험해본 결과 연출보다는 방송 진행이 자신의 적성에 더 맞는다는 것을 알았고, 2002년 ITV 《게임 스페셜 명승부 베스트》로 진행자로서 데뷔를 하게 되었다. 그 후 게임전문 케이블방송인 온게임넷에 진출하여 《서든어택 마스터리그》로 진행 능력을 인정받은 그는 현재 프리랜서로 스타리그, 리그오브레전드 더 챔피언스, 카트라이더 리그와 같은 E스포츠와 종합격투기, 프로레슬링과 같은 격투스포츠 등 1,20대 남성들이 선호하는 분야의 중계를 주로 전담하여, 엄마들이 싫어하는 모든 것을 중계하는 캐스터라는 애칭을 얻고 있다. 특유의 유머감각에 신들린 애드립 능력이 더해져 만담성캐라는 별명이 있다.
현재는 SPOTV 게임즈의 피파온라인3 챔피언십과 KDL 등의 중계를 하고 있다.

## 방송 경력

### 현재
- 슈퍼 액션, 《UFC》
- 불교TV, 《닥터스》
- SPO TV 게임즈 《코리아 도타2 리그 시즌 3》
- 곰TV 《마운틴듀 서든어택 리그》
- SPO TV 게임즈 《스타크래프트 II 스타리그》
- SPO TV 게임즈《피파온라인3 챔피언십》
- SPO TV 게임즈《액션토너먼트》

### 과거
- KBS 1TV, 《퀴즈 대한민국》
- ITV, 《게임 스페셜 명승부 베스트》
- KBS 2TV, 《생생정보통》
- 슈퍼 액션, 《UFC 명승부》
- 안동MBC, 《생방송 행복예감》
- KBS 2TV, 《자유선언 토요일》
- 온게임넷, 《TNA》
- 온게임넷, 《게임플러스》
- 온게임넷, 《서든어택 마스터리그》
- 온게임넷, 《WCG 2008 한국대표 선발전》
- 온게임넷, 《스타브레인》
- 온게임넷, 《WCG 2008 그랜드 파이널》
- 온게임넷, 《더 박스 시즌 2》
- 온게임넷, 《DO THE G》
- 온게임넷, 《바투 인비테이셔널》
- 온게임넷, 《서든어택 슈퍼리그》
- 온게임넷, 《월드바투리그》
- 온게임넷, 《E-스포츠센터》
- 온게임넷, 《투혼2009 철권6 국가대표선발전》
- 온게임넷, 《복수용달》
- 온게임넷, 《국가대표》
- 온게임넷, 《G마켓컵 던전 앤 파이터 6차리그》
- 온게임넷, 《성캐의 夜생중계》
- 온게임넷, 《쌩쑈 롸잇 Now》
- 온게임넷, 《용선생의 매너파이터》
- 온게임넷, 《스타뒷담화》
- 온게임넷, 《어쨌든 미리크리스마스》
- 온게임넷, 《또다른 세상 C2TOWN》
- 온게임넷, 《스타 N 스타》
- 온게임넷, 《온게임넷 랭킹쇼 시즌 1》
- 온게임넷, 《온게임넷 랭킹쇼 시즌 2》
- 온게임넷, 《대한민국 게임상황실 GP》
- 온게임넷, 《제 4구역 : 리얼메뉴얼》
- 온게임넷, 《TEKKEN BUSTERS》
- 온게임넷, 《박완규의 스2라이크》
- 슈퍼 액션, 《UFC 익스프레스》
- XTM, 《ROAD FC》
- 온게임넷, 《왓따! 풍선껌크게불기 챔피언쉽 시즌 1》
- 온게임넷, 《던전앤파이터 리그》
- 온게임넷, 《넥슨 카트라이더 16차리그》
- 온게임넷, 《넥슨 카트라이더 17차리그》
- 온게임넷, 《스타행쇼 시즌 1》
- 온게임넷, 《한판만 시즌 1》
- 온게임넷, 《스타행쇼 시즌 2》
- 온게임넷, 《WCS Korea 시즌 1 GSL》
- 온게임넷, 《WCS Korea 시즌 2 GSL》
- 온게임넷, 《In & Out 시즌 2》
- 온게임넷, 《액션토너먼트 던전앤파이터&사이퍼즈》
- 온게임넷, 《왓따! 풍선껌크게불기 챔피언쉽 시즌 2》
- 온게임넷, 《스타크래프트 프로리그》
- 온게임넷, 《리그오브레전드 더 챔피언스》
- 온게임넷, 《켠김에 왕까지》
- 아프리카TV 《모락모락TV 시즌 1》
- SPO TV 게임즈 《EA SPORTS 피파온라인3 챔피언십 2013》
- SPO TV 게임즈 《EA SPORTS 피파온라인3 챔피언십 2014》
- SPO TV 게임즈 《EA SPORTS 피파온라인3 챔피언십 2015》
- SPO TV 게임즈 《EA SPORTS 피파온라인3 챔피언십 2015 시즌2》
- SPO TV 게임즈 《넥슨 카트라이더 리그 시즌 제로》
- SPO TV 게임즈 《넥슨 카트라이더 리그 배틀로얄》
- SPO TV 게임즈 《넥슨 카트라이더 리그 에볼루션》
- SPO TV 게임즈 《코리아 도타2 리그 시즌 1》
- SPO TV 게임즈 《코리아 도타2 리그 시즌 2》
- 아프리카TV 《We험한녀석들》
- 슈퍼 액션 《UFC 인사이드》
- KBS 2TV 《시간을 달리는 TV》
- 넥슨 코리아 《카트라이더 리그》

## 영화
- 《빅매치》 (2014년) - 캐스터 역 (특별출연)

## 해프닝
위키백과 성승헌 항목에 네티즌의 장난('성승헌은 캐스터이다. 그리고 똥을 잘 싼다. 뿌직뿌직.')으로 해프닝이 벌어지기도 했다.